# Problepsis cinerea
Problepsis cinerea là một loài bướm đêm trong họ Geometridae.